# Boszegge
De boszegge (Carex sylvatica) is een polvormende vaste plant die behoort tot de cypergrassenfamilie (Cyperaceae). De plant komt van nature voor in Eurazië en is van daaruit verbreid naar Noord-Amerika. De boszegge staat op de Nederlandse Rode Lijst van planten als vrij zeldzaam en stabiel of toegenomen. Het aantal chromosomen is 2n = 58.
De plant lijkt op de slanke zegge (Carex strigosa) die echter geen twee maar zes tot tien nerven op het urntje heeft.
De plant wordt 30-100 cm hoog, heeft een korte, stevige en verhoutende wortelstok en vormt geen uitlopers. De stomp driekantige stengel is glad en hangt na de bloei vaak over. De lijnvormige, gekielde bladeren zijn 3–6 mm breed en aan de randen en nerven ruw. Het tongetje (ligula) is ongeveer 2 mm lang. De onderste bladscheden zijn witvliezig tot lichtbruin. De hogere bladscheden zijn aan de van de bladschijf afgekeerde kant uitgerand.
De boszegge bloeit in mei en juni. De bloeiwijze bestaat uit drie tot acht aren. De bovenste aar van de bloeiwijze is geheel mannelijk met daaronder twee tot vijf 3-6 cm lange en 3-5 mm brede vrouwelijke aren. De stelen van de vrouwelijke aren zijn ruw. Het onderste, bladachtige schutblad is korter dan de bloeiwijze. De witachtige tot lichtbruine, 3-4 mm lange kafjes hebben in het midden een groene streep en aan de punt een stekel. Het tweenervige, donkergroene, later bruin wordende, kale urntje is 4,5-5 mm lang en 1,5 mm breed. Het urntje is een soort schutblaadje dat geheel om de vrucht zit. De tanden van de 2 – 3 mm lange, tweetandige snavel zijn aan de binnenkant glad. De vrouwelijke bloem heeft drie stempels.
De vrucht is een bruin, driekantig en ongeveer 2,5 mm lang nootje.
De plant komt voor in loofbossen op vochtige, matig voedselrijke grond.

## Plantengemeenschap
De boszegge is een kensoort voor het eiken-haagbeukenbos (Stellario-Carpinetum).

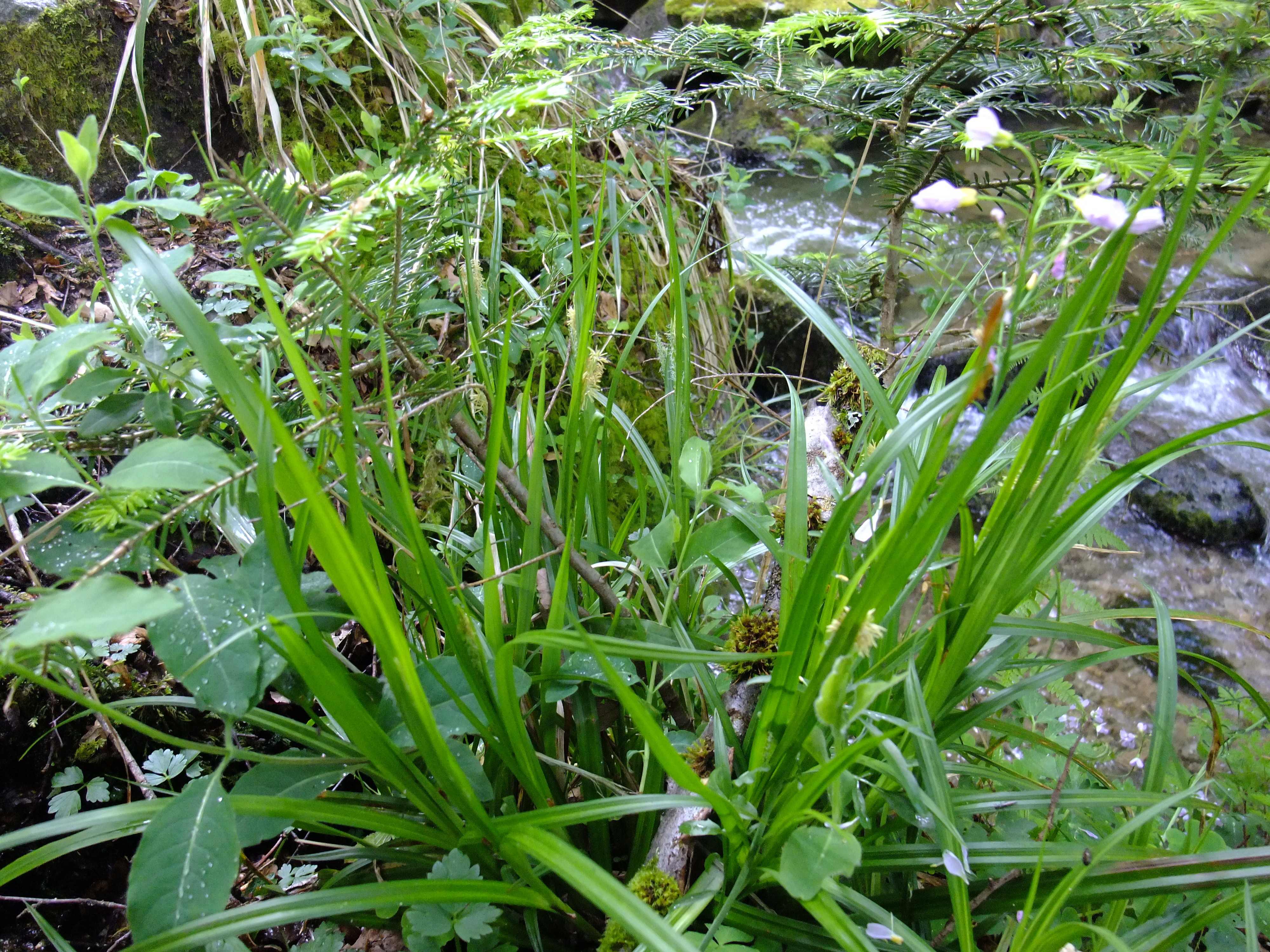
Plant
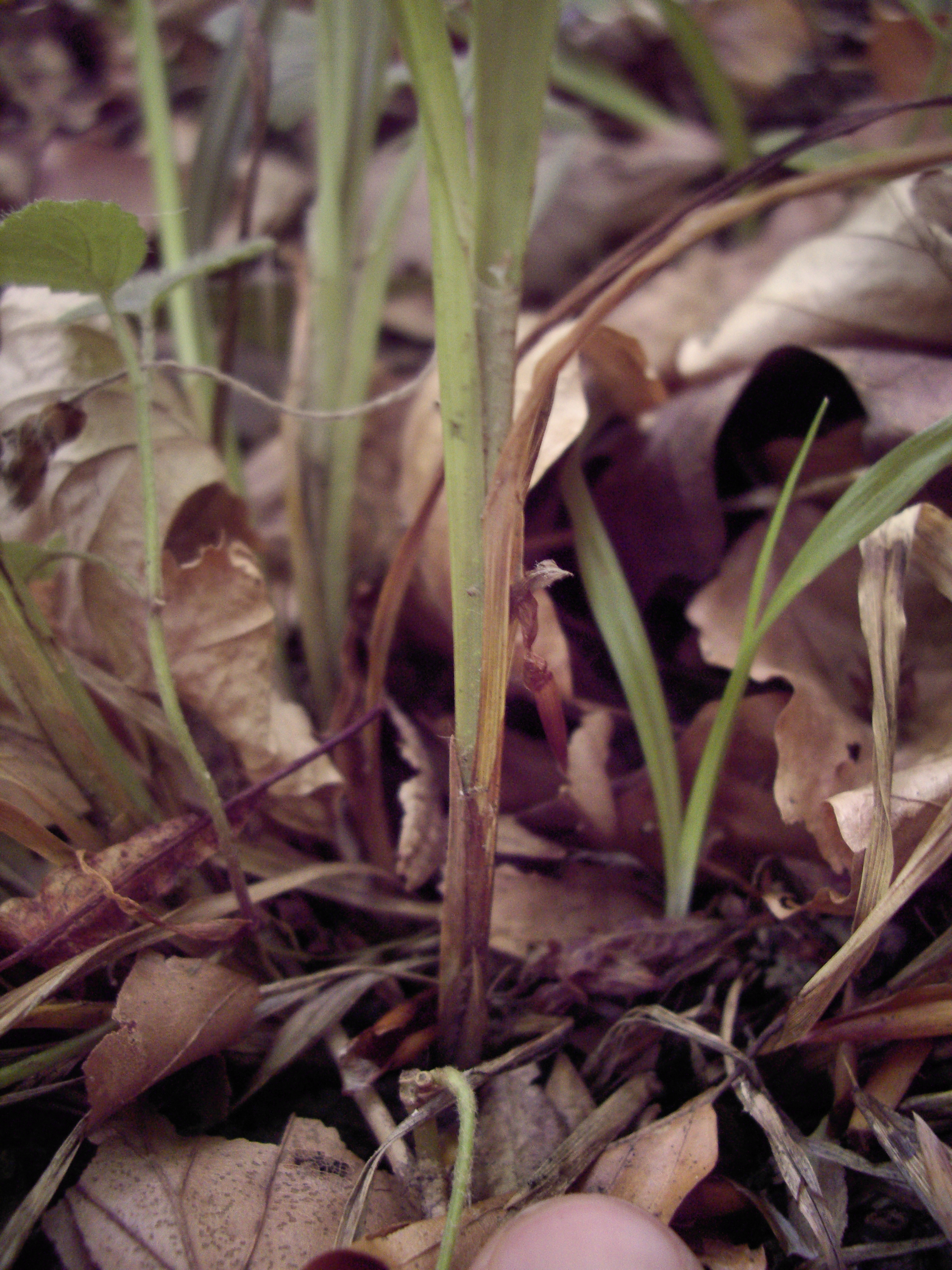
Bladscheden
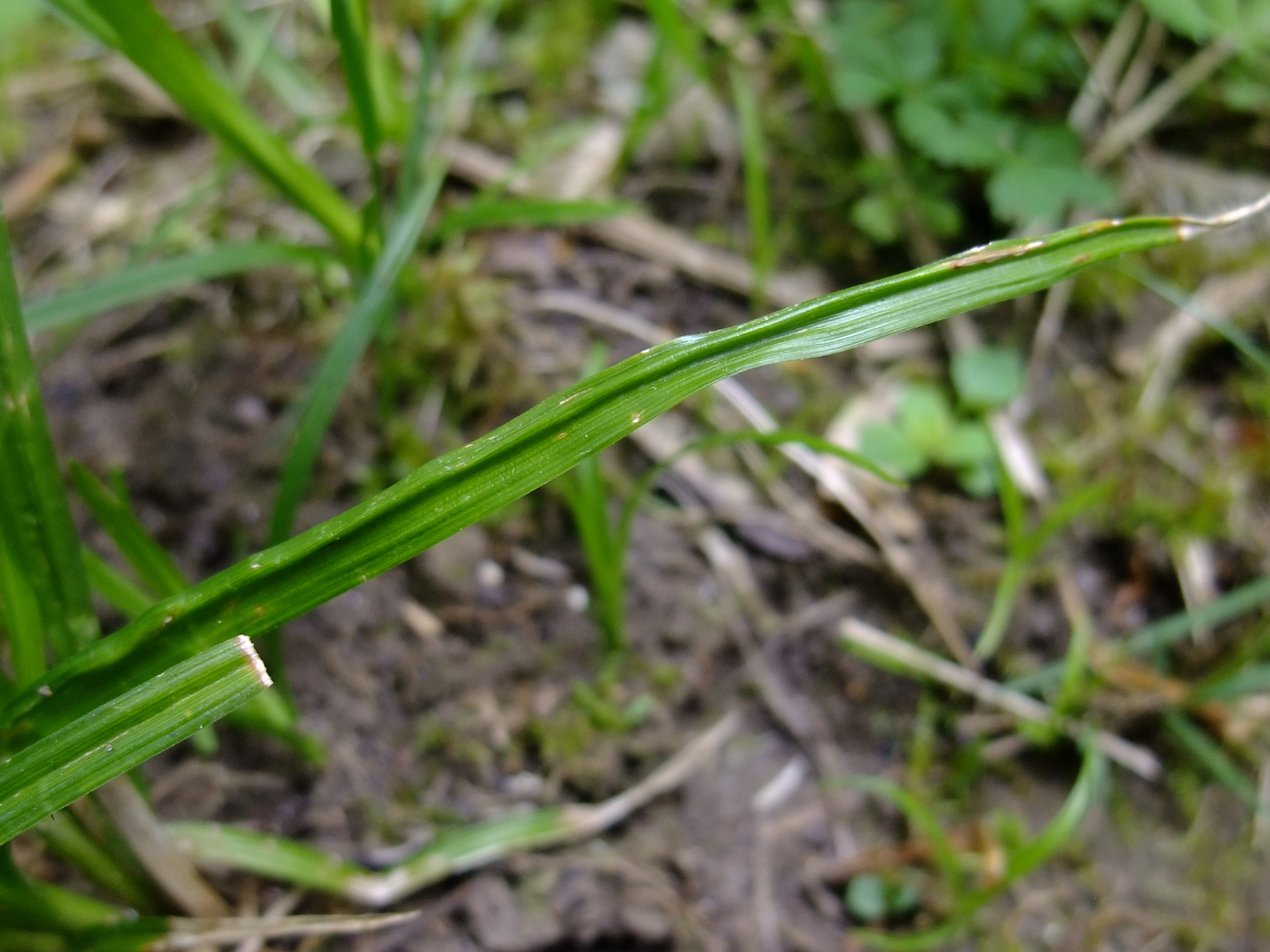
Blad
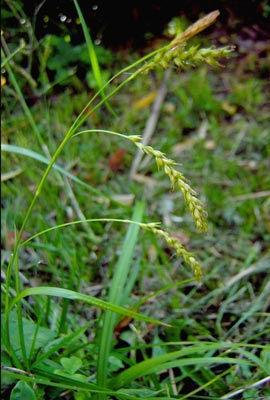
Bloeiwijze
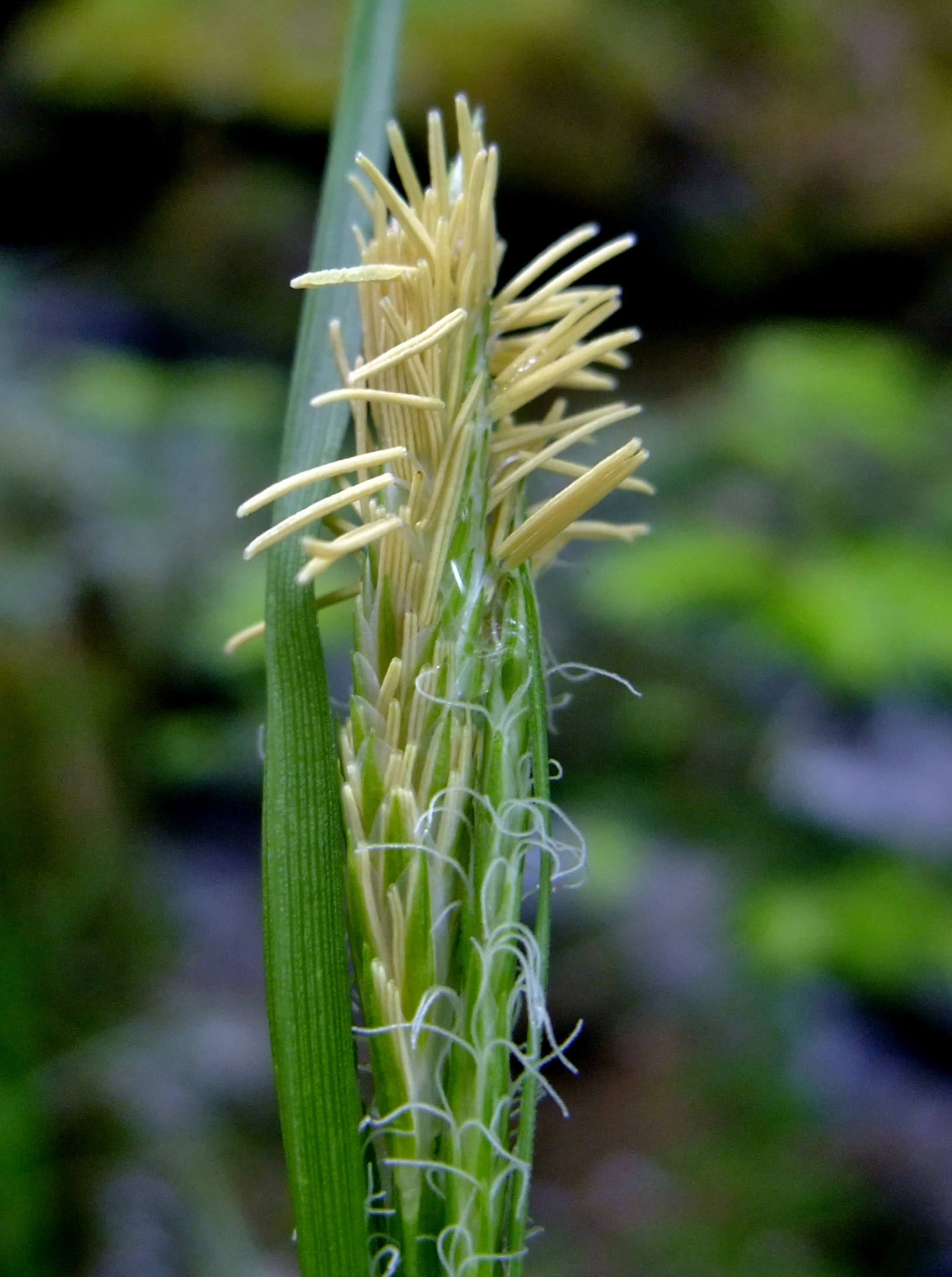
Mannelijke aar met daaronder vrouwelijke aar
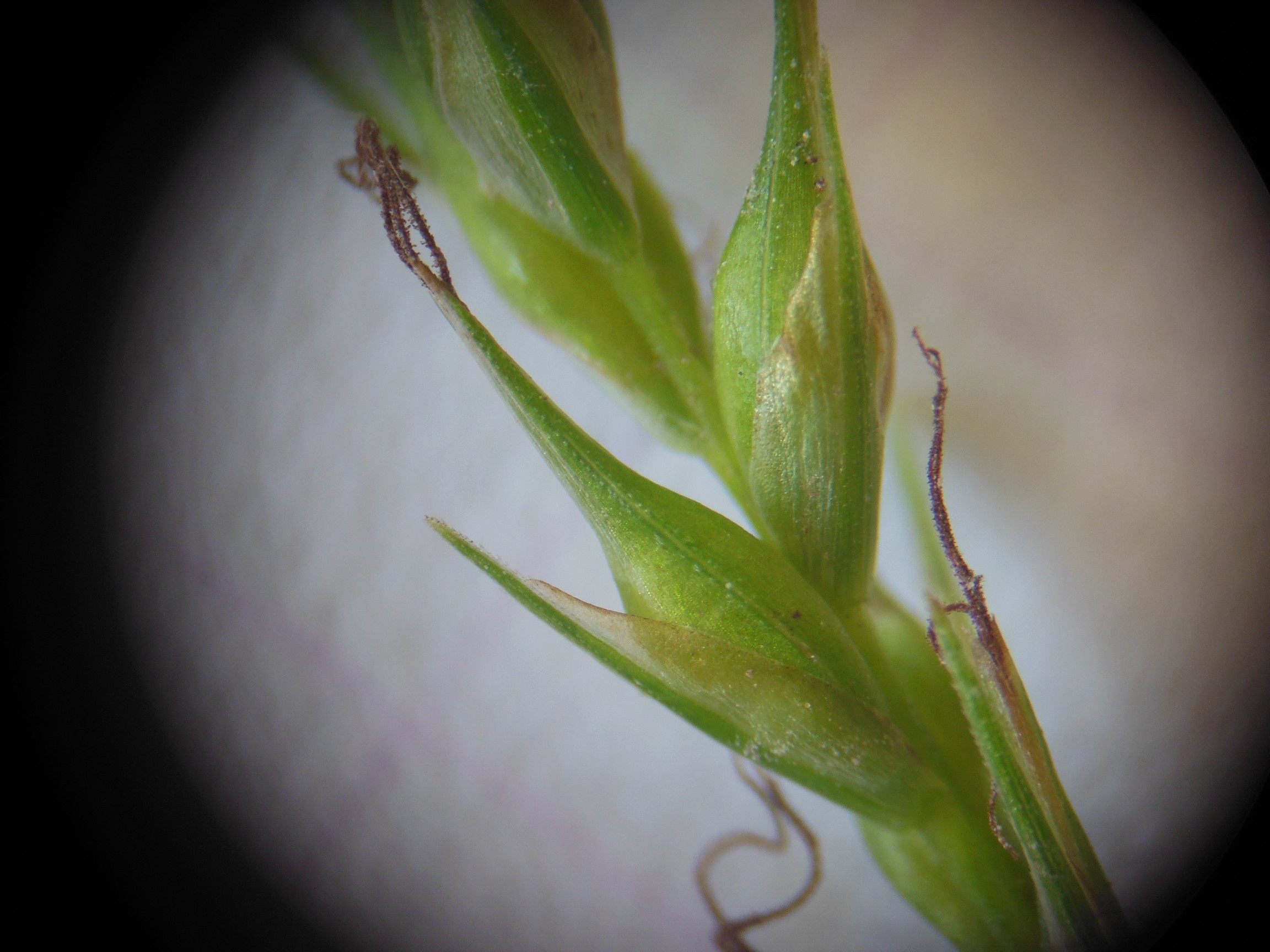
Vrouwelijke bloem

## Namen in andere talen
De namen in andere talen kunnen vaak eenvoudig worden opgezocht met de interwiki-links.
- Duits: Wald-Segge
- Engels: Wood sedge
- Frans: Laîche des bois